# Daniel Bashiel Warner

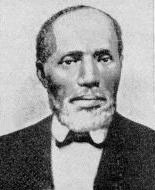

Daniel Bashiel Warner (1815-1880) was de derde president van de West-Afrikaanse staat Liberia van 1864 tot 1868.
Na zijn ambtsaanvaarding probeerde hij (tevergeefs) de autochtone bevolking te integreren in, wat hij, de "nieuwe maatschappij" noemde. President Warner is de auteur van het volkslied van Liberia, All Hail, Liberia Hail.
Joseph Jenkins Roberts · Stephen Benson · Daniel Bashiel Warner · James Payne · Edward Roye · James Smith · Joseph Jenkins Roberts · James Payne · Anthony Gardiner · Alfred Russell · Hilary Johnson · Joseph Cheeseman · William David Coleman · Garretson Gibson · Arthur Barclay · Daniel Howard · Charles King · Edwin James Barclay · William Tubman · William Richard Tolbert jr. · Samuel Doe · Amos Sawyer · David Kpormakpor · Wilton Sankawulo · Ruth Perry · Charles Taylor · Moses Zeh Blah · Charles Bryant · Ellen Johnson Sirleaf · George Weah · Joseph Boakai